# Richenza Slezská

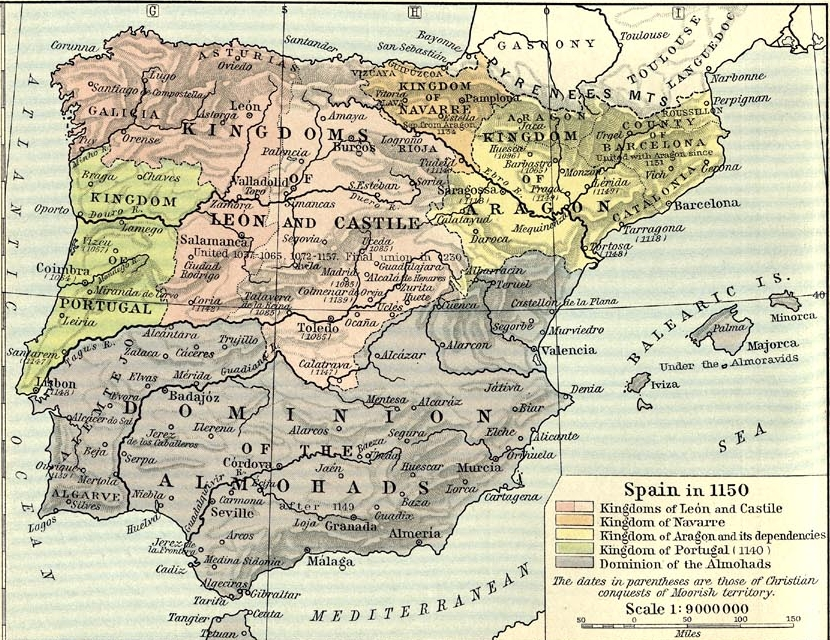
Iberský poloostrov okolo roku 1150

 Richenza Slezská  nebo také Richilda (polsky Ryksa śląska, katalánsky Riquilda de Polònia, 1130/40 – 16. června 1185?) byla královna kastilská a leónská a hraběnka provensálská z rodu Piastovců. Z matčiny strany byla sestřenicí císaře Fridricha Barbarossy a z tohoto titulu se stala významnou postavou v říšské sňatkové politice.

## Život
Narodila se v Polsku, rodiči byli kníže Vladislav II. Vyhnanec a jeho manželka Anežka, dcera rakouského markraběte Leopolda III. Richenza byla třetím dítětem a první dcerou, přes matku příbuzná s rodem Štaufů. Roku 1146 byla rodina vyhnána ze země v důsledku dynastické války otce Vladislava s jeho bratry Boleslavem Kadeřavým a Měškem Starým. Nejdříve odešli na dvůr do Prahy (matka Anežka byla sestrou české kněžny Gertrudy) a později do Říše ke králi Konrádovi III., který poskytl rodině své nevlastní sestry nejdříve vojenskou podporu a po neúspěšném tažení do Slezska i útočiště ve městě Altenburg.
V roce 1151 přišla nabídka ovdovělého krále-císaře Alfonse VII. Kastilského na spojenectví s Říší svatbou. Nový římský král Fridrich Barbarossa následujícího roku souhlasil a vyslal svou sestřenici ze Špýru na kastilský dvůr. Svatba se konala koncem roku 1152. O pět let později Alfons Kastilský během války s Maury zemřel.
Zesnulý král rozdělil zemi mezi své dva syny narozené z jeho prvního manželství s Berenguelou Barcelonskou. Sancho získal Kastílii a Ferdinand obdržel León. Vztah mezi Richenzou a nevlastními syny nebyl dobrý, zvláště když král Sancho vyhlásil válku aragonskému vládci Ramonu Berenguerovi IV., potenciálnímu tchánovi její dcery Sanchi a Ferdinand Leónský neměl dobré vztahy s římským císařem Fridrichem Barbarossou a jím protežovaným vzdoropapežem Viktorem IV. To vše mělo vliv na skutečnost, že v roce 1159 Richenza odešla na aragonský dvůr.
Tam poznala svého druhého manžela, provensálského hraběte Ramona Berenguera. Svatba se konala po půlročním vyjednávání na podzim 1161. Manželství bylo čistě politické. Hrabata z Barcelony dostala od Fridricha Barbarossy za podporu v boji s italskými městy roku 1160 lénem provensálské hrabství a sňatkem Ramona a Richildy se vzájemné spojenectví ještě utužilo, Ramon Berenguer mohl lépe čelit nárokům Huga z Baux, který byl bývalým císařovým spojencem a také předchozím držitelem provensálského léna.
Z manželství se narodila dcera, kterou Ramon Berenguer roku 1165 zaslíbil dědici toulouského hraběte Raimonda V. Sňatek měl zpečetit smír mezi oběma rody, vyvolaný spory o Provence. Roku 1166 byl Ramon Berenguer zabit během obléhání Nice a hraběti z Toulouse se nepodařilo převzít dědictví, kterého se chopil jako bratranec zesnulého aragonský král Alfons II. a zcela ignoroval nároky nezletilé dědičky.
Richenzin osud po smrti manžela není zcela jistý. Zdá se, že se nejdříve provdala za Raimonda z Toulouse, který se kvůli provensálskému hrabství rozvedl a po sňatku s Richenzou zaujal silně proštaufskou orientaci. Pak se snad provdala za hraběte Albrechta II. z Eversteinu, jenž byl také straníkem Fridricha Barbarossy. Je také možné, že se Richenza vrátila k bratrům do jejich nově obnoveného Slezska. Zemřela zřejmě roku 1185.

## Manželství a potomci
- 1/ ∞ 1152 Alfons VII. Kastilský (1105 – 1157)
  - Ferdinand (1153 – cca 1155)
  - Sancha Kastilská ∞ 1174 Alfons II. Aragonský
- 2/ ∞ 1161 Ramon Berenguer II. Provensálský (1136 – 1166)
  - Dulce Provensálská († 1172)
- 3/ ∞ 1166 Raimond V. z Toulouse (1134 – 1194)
- 4/ ∞ Albrecht II. z Eversteinu

## Vývod z předků
|                  |                           |  |                    |                                        |  |  |  |  |  |  |  | Kazimír I. Obnovitel |
|                  |                           |  |                    |                                        |  |  |  |  |  |  |  |                      |
|                  | Vladislav I. Herman       |  |                    |                                        |  |  |  |  |  |  |  |                      |
|                  |                           |  |                    |                                        |  |  |  |  |  |  |  |                      |
|                  |                           |  |                    | Dobroněga Kyjevská                     |  |  |  |  |  |  |  |                      |
|                  |                           |  |                    |                                        |  |  |  |  |  |  |  |                      |
|                  | Boleslav III. Křivoústý   |  |                    |                                        |  |  |  |  |  |  |  |                      |
|                  |                           |  |                    |                                        |  |  |  |  |  |  |  |                      |
|                  |                           |  |                    | Vratislav II. Český                    |  |  |  |  |  |  |  |                      |
|                  |                           |  |                    |                                        |  |  |  |  |  |  |  |                      |
|                  | Judita Přemyslovna        |  |                    |                                        |  |  |  |  |  |  |  |                      |
|                  |                           |  |                    |                                        |  |  |  |  |  |  |  |                      |
|                  |                           |  |                    | Adléta Uherská                         |  |  |  |  |  |  |  |                      |
|                  |                           |  |                    |                                        |  |  |  |  |  |  |  |                      |
|                  | Vladislav II. Vyhnanec    |  |                    |                                        |  |  |  |  |  |  |  |                      |
|                  |                           |  |                    |                                        |  |  |  |  |  |  |  |                      |
|                  |                           |  |                    | Izjaslav I. Kyjevský                   |  |  |  |  |  |  |  |                      |
|                  |                           |  |                    |                                        |  |  |  |  |  |  |  |                      |
|                  | Svjatopolk II. Izjaslavič |  |                    |                                        |  |  |  |  |  |  |  |                      |
|                  |                           |  |                    |                                        |  |  |  |  |  |  |  |                      |
|                  |                           |  |                    | Gertruda Polská                        |  |  |  |  |  |  |  |                      |
|                  |                           |  |                    |                                        |  |  |  |  |  |  |  |                      |
|                  | Zbyslava Kyjevská         |  |                    |                                        |  |  |  |  |  |  |  |                      |
|                  |                           |  |                    |                                        |  |  |  |  |  |  |  |                      |
|                  |                           |  |                    |                                        |  |  |  |  |  |  |  |                      |
|                  |                           |  |                    |                                        |  |  |  |  |  |  |  |                      |
|                  | NN                        |  |                    |                                        |  |  |  |  |  |  |  |                      |
|                  |                           |  |                    |                                        |  |  |  |  |  |  |  |                      |
|                  |                           |  |                    |                                        |  |  |  |  |  |  |  |                      |
|                  |                           |  |                    |                                        |  |  |  |  |  |  |  |                      |
| Richenza Slezská |                           |  |                    |                                        |  |  |  |  |  |  |  |                      |
|                  |                           |  |                    |                                        |  |  |  |  |  |  |  |                      |
|                  |                           |  | Arnošt Babenberský |                                        |  |  |  |  |  |  |  |                      |
|                  |                           |  |                    |                                        |  |  |  |  |  |  |  |                      |
|                  | Leopold II. Babenberský   |  |                    |                                        |  |  |  |  |  |  |  |                      |
|                  |                           |  |                    |                                        |  |  |  |  |  |  |  |                      |
|                  |                           |  |                    | Adelaida Wettinská                     |  |  |  |  |  |  |  |                      |
|                  |                           |  |                    |                                        |  |  |  |  |  |  |  |                      |
|                  | Leopold III. Babenberský  |  |                    |                                        |  |  |  |  |  |  |  |                      |
|                  |                           |  |                    |                                        |  |  |  |  |  |  |  |                      |
|                  |                           |  |                    | Rapoto IV. z Chamu, Tiemo von Formbach |  |  |  |  |  |  |  |                      |
|                  |                           |  |                    |                                        |  |  |  |  |  |  |  |                      |
|                  | Ida z Formbachu           |  |                    |                                        |  |  |  |  |  |  |  |                      |
|                  |                           |  |                    |                                        |  |  |  |  |  |  |  |                      |
|                  |                           |  |                    | NN von Braunschweig, Mathilde          |  |  |  |  |  |  |  |                      |
|                  |                           |  |                    |                                        |  |  |  |  |  |  |  |                      |
|                  | Anežka Babenberská        |  |                    |                                        |  |  |  |  |  |  |  |                      |
|                  |                           |  |                    |                                        |  |  |  |  |  |  |  |                      |
|                  |                           |  |                    | Jindřich III. Černý                    |  |  |  |  |  |  |  |                      |
|                  |                           |  |                    |                                        |  |  |  |  |  |  |  |                      |
|                  | Jindřich IV.              |  |                    |                                        |  |  |  |  |  |  |  |                      |
|                  |                           |  |                    |                                        |  |  |  |  |  |  |  |                      |
|                  |                           |  |                    | Anežka z Poitou                        |  |  |  |  |  |  |  |                      |
|                  |                           |  |                    |                                        |  |  |  |  |  |  |  |                      |
|                  | Anežka z Waiblingenu      |  |                    |                                        |  |  |  |  |  |  |  |                      |
|                  |                           |  |                    |                                        |  |  |  |  |  |  |  |                      |
|                  |                           |  |                    | Ota I. Savojský                        |  |  |  |  |  |  |  |                      |
|                  |                           |  |                    |                                        |  |  |  |  |  |  |  |                      |
|                  | Berta Savojská            |  |                    |                                        |  |  |  |  |  |  |  |                      |
|                  |                           |  |                    |                                        |  |  |  |  |  |  |  |                      |
|                  |                           |  |                    | Adéla ze Susy                          |  |  |  |  |  |  |  |                      |
|                  |                           |  |                    |                                        |  |  |  |  |  |  |  |                      |